# Bucking Broadway
Bucking Broadway is een Amerikaanse western uit 1917 onder regie van John Ford.

## Verhaal
Cheyenne Harry werkt in Wyoming op de boerderij van Ben Clayton. Hij is verliefd op de dochter van Clayton. Hij wil met haar trouwen, maar zij wordt verliefd op een veehandelaar.

## Rolverdeling
| Acteur         | Personage       |
| -------------- | --------------- |
| Harry Carey    | Cheyenne Harry  |
| Molly Malone   | Helen Clayton   |
| L.M. Wells     | Ben Clayton     |
| Vester Pegg    | Eugene Thornton |
| William Steele | Buck Hoover     |